# BE Circuit 2016
Der BE Circuit 2016 war die 30. Auflage dieser europäischen Turnierserie im Badminton.

## Die Wertungsturniere
| Termin                          | Turnier                          | Austragungsort    | Typ                     |
| ------------------------------- | -------------------------------- | ----------------- | ----------------------- |
| 14.–17. Januar 2016             | Estonian International 2016      | Tallinn           | International Series    |
| 21.–24. Januar 2016             | Swedish Masters 2016             | Uppsala           | International Challenge |
| 28.–31. Januar 2016             | Iceland International 2016       | Reykjavík         | International Series    |
| 24.–27. Februar 2016            | Austrian Open 2016               | Wien              | International Challenge |
| 10.–13. März 2016               | Portugal International 2016      | Caldas da Rainha  | International Series    |
| 17.–20. März 2016               | Romanian International 2016      | Timișoara         | International Series    |
| 23.–26. März 2016               | Polish Open 2016                 | Warschau          | International Challenge |
| 31. März – 3. April 2016        | Orléans International 2016       | Orléans           | International Challenge |
| 7.–10. April 2016               | Finnish Open 2016                | Vantaa            | International Challenge |
| 14.–17. April 2016              | Croatian International 2016      | Zagreb            | Future Series           |
| 21.–24. April 2016              | Dutch International 2016         | Wateringen        | International Series    |
| 5.–8. Mai 2016                  | Greece Open 2016                 | Sidirokastro      | International Series    |
| 12.–15. Mai 2016                | Slovenia International 2016      | Medvode           | International Series    |
| 2.–5. Juni 2016                 | Latvia International 2016        | Jelgava           | Future Series           |
| 9.–12. Juni 2016                | Lithuanian International 2016    | Kaunas            | Future Series           |
| 16.–19. Juni 2016               | Spanish International 2016       | Madrid            | International Challenge |
| 30.-3. Juli 2016                | Greece International 2016        | Sidirokastro      | Future Series           |
| 6.–10. Juli 2016                | St. Petersburg White Nights 2016 | Gattschina        | International Challenge |
| 15.–18. August 2016             | Bulgaria Open 2016               | Sofia             | International Series    |
| 1.–4. September 2016            | Slovak Open 2016                 | Trenčín           | Future Series           |
| 14.–17. September 2016          | Belgian International 2016       | Löwen             | International Challenge |
| 22.–25. September 2016          | Polish International 2016        | Bieruń            | International Series    |
| 28. September – 1. Oktober 2016 | Prague Open 2016                 | Prag              | International Challenge |
| 6.–9. Oktober 2016              | Bulgarian International 2016     | Sofia             | Future Series           |
| 20.–23. Oktober 2016            | Swiss International 2016         | Yverdon-les-Bains | International Series    |
| 27.–30. Oktober 2016            | Hungarian International 2016     | Budapest          | International Challenge |
| 2.–5. November 2016             | Israel International 2016        | Chazor Aschdod    | Future Series           |
| 17.–20. November 2016           | Norwegian International 2016     | Sandefjord        | International Series    |
| 24.–27. November 2016           | Finnish International 2016       | Helsinki          | International Series    |
| 30. November – 3. Dezember 2016 | Welsh International 2016         | Cardiff           | International Challenge |
| 7.–10. Dezember 2016            | Irish Open 2016                  | Dublin            | International Challenge |
| 13.–16. Dezember 2016           | Italian International 2016       | Rom               | International Challenge |
| 19.–22. Dezember 2016           | Turkey International 2016        | Istanbul          | International Series    |